# Teniski savez Herceg-Bosne
Teniski savez Herceg-Bosne je udruženje hrvatskih teniskih društava u BiH. Nastao je 1997. na inicijativu TK Međugorje. Isti klub je bio jedan od glavnih čimbenika za ujedinjenje Saveza u Federalni i poslije u Teniski savez Bosne i Hercegovine. Osnivači saveza su bili otac tenisača Ivana Dodiga Tomislav i njegov športski prijatelj Jadranko Čerkez – Kuljo. Teniski savez djeluje i danas i po njegovom se kalendaru održavaju teniski turniri na području Bosne i Hercegovine.